# Dauphin-Fahrzeugsammlung

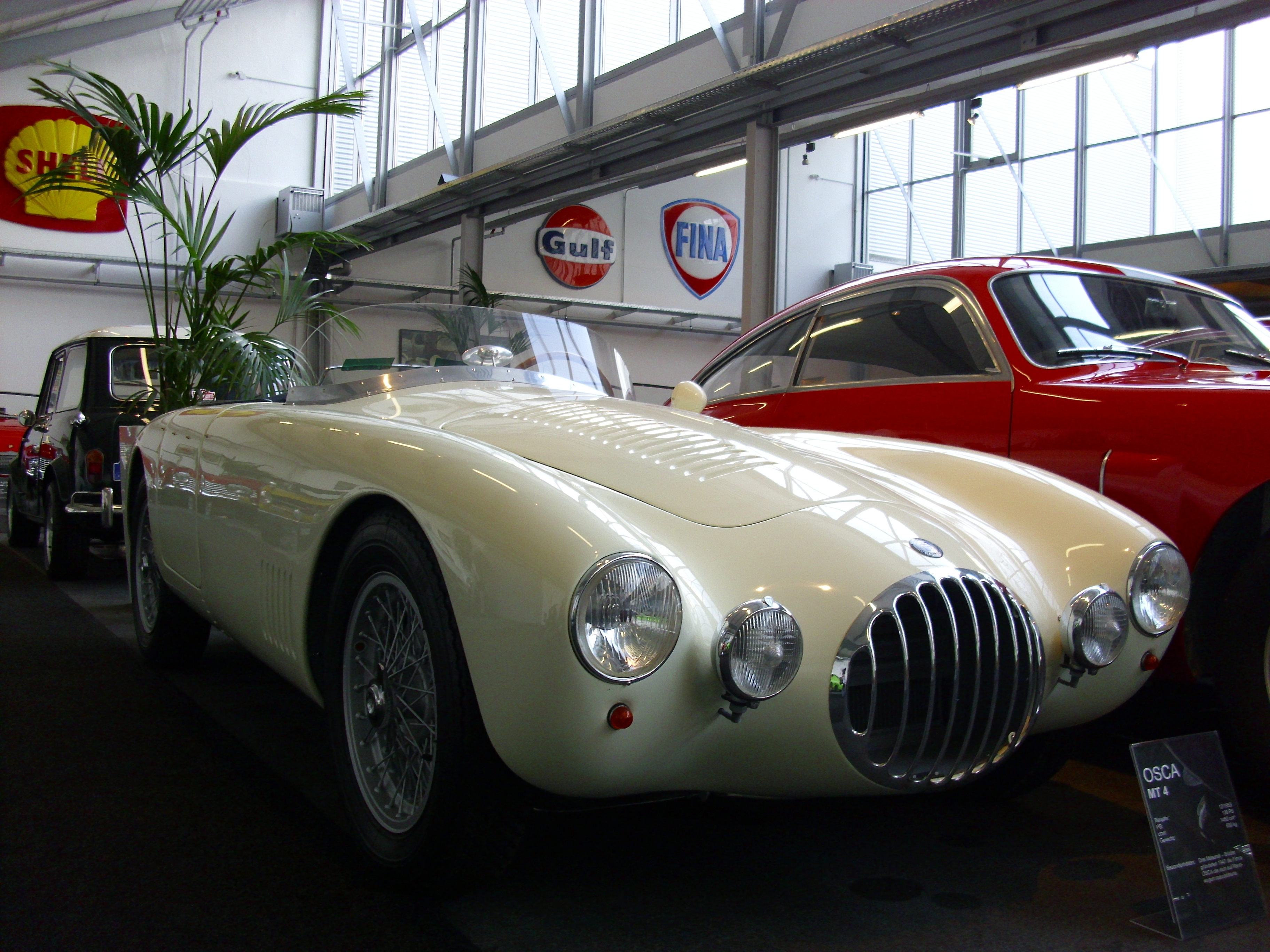
Osca von 1953

Die Dauphin-Fahrzeugsammlung in Hersbruck umfasst rund 160 Oldtimer und über 240 Motorräder. Eine Besichtigung der Privatsammlung ist im Rahmen von Events möglich sowie an bestimmten Tagen, die auf der Internetseite angekündigt werden.
Die Sammlung wurde von Elke und Friedrich-Wilhelm Dauphin zusammen mit Tochter Antje aufgebaut. Die Familie ist Alleineigentümer des international tätigen Büromöbelherstellers Dauphin HumanDesign Group.

## Dauphin Speed Event
Die Sammlung ist das Herzstück einer Gebäude- und Parkanlage mit dem Namen „Dauphin Speed Event“. Die Anlage besteht aus einer Eventhalle mit fast 600 m², die bis zu 450 Personen fasst, einer Parkanlage mit 9000 m² Fläche und der privaten Fahrzeugsammlung, die in einem angrenzenden ehemaligen Fabrikgebäude aus den 1960er Jahren untergebracht ist. Sie kann für Firmenfeiern, Präsentationen, Clubtreffen, private Ereignisse etc. angemietet werden.

## Exponate
Die PKW-Sammlung umfasst europäische Sportwagen und Motorsportwagen aus der Vorkriegszeit und vor allem aus der Nachkriegszeit bis etwa Mitte der 1970er Jahre. Ältestes Modell ist ein Bugatti Type 35 B von 1929. Einen Schwerpunkt bilden italienische Autos, darunter Hersteller wie Ferrari, Maserati, Lancia und Alfa Romeo. Eine Rarität ist ein Ferrari 365 GTC/4 Daytona Spider, der nur zwanzigmal gebaut wurde.
Bei den Motorrädern liegt der Schwerpunkt auf Exemplaren aus dem Motorsport. Schmuckstück der Sammlung ist eine MV Agusta GP 500 von 1959 aus dem Besitz des ehemaligen Weltmeisters John Surtees.